# Togo
Il Togo, ufficialmente Repubblica Togolese (in francese République Togolaise; in ewe Togo Dukɔ), è uno Stato dell'Africa occidentale. Confina a ovest con il Ghana, a est con il Benin, a nord con il Burkina Faso. Si affaccia per un breve tratto (soltanto 56 km) sul golfo di Guinea a sud; in questo tratto di costa si trova la capitale Lomé. Lo Stato è vasto 56785 km² ed è abitato da circa 8 milioni di abitanti con una densità di 97,7 ab./km². La lingua ufficiale è il francese (è membro dell'associazione dei paesi francofoni) ma vi si parlano anche molte lingue africane. Col nome di Togoland fu colonia prima della Germania e poi della Francia, da cui ottenne l'indipendenza nel 1960.
Circa il 40% della popolazione vive con meno di 1,25 dollari statunitensi al giorno.

## Il nome
Originariamente, il nome "Togo" indicava un insediamento del popolo Ewe che si trovava sulle sponde del lago omonimo. In lingua ewe, to-go significa approssimativamente "andare all'acqua". Presso il villaggio di Togo i tedeschi trattarono con un capo locale ottenendo il controllo della regione, che battezzarono Togoland ("terra di Togo"). In seguito, "Togo" divenne un modo comune per riferirsi all'intera colonia tedesca, e il villaggio di Togo fu ribattezzato Togoville.

## Storia

### Storia antica
Della storia del Togo prima dell'avvento dei portoghesi (fine XV secolo) si sa poco. Il popolo più antico della regione è quello dei Tamberma, che vivevano nel Nord in famiglie estese, in villaggi di case fortificate. Molte tribù entrarono in Togo dalle regioni confinanti fra l'XI e il XIX secolo: gli Ewe dalla Nigeria e dal Benin, i Mina dal Ghana. Fra il XVIII e il XIX secolo, i popoli del Togo subirono l'influenza dei potenti regni di Ashanti (a ovest) e Dahomey (a est).

### La colonizzazione
I primi europei a raggiungere le coste del Togo furono molto probabilmente i portoghesi, nel XV secolo, seguiti dai danesi, dai francesi e dagli inglesi. Gli europei incominciarono a commerciare con le popolazioni locali, soprattutto con la compravendita di schiavi. Il popolo Mina fu quello che strinse con i bianchi i rapporti commerciali più importanti; compravano schiavi dai Kabyé e da altri popoli dell'entroterra e li rivendevano agli europei.
Gli europei non tentarono di occupare il Togo fino al XVIII secolo. Dapprima fu la Danimarca a rivendicare il proprio diritto al controllo della regione. Nel 1884, il diplomatico tedesco Gustav Nachtigal stipulò una serie di patti commerciali con il sovrano locale Mlapa III (i cosiddetti trattati di Togoville). Tali patti diedero origine a un rapporto privilegiato fra le popolazioni locali e la Germania; l'intera regione (ribattezzata Togoland) divenne in seguito protettorato e poi colonia tedesca. I tedeschi introdussero tecniche molto moderne per la coltivazione di cacao, caffè e cotone e svilupparono le infrastrutture del paese fino a renderle tra le migliori dell'Africa del tempo, esercitando al contempo un controllo dispotico sui nativi. Nella prima guerra mondiale le esigue truppe tedesche che presidiavano il Togo capitolarono in poche settimane di fronte ai britannici e ai francesi, che si spartirono il paese, in quella che fu chiamata Campagna dell'Africa occidentale.
Un mandato della Società delle Nazioni sancì in seguito la situazione creata dagli eventi bellici.

### Indipendenza
Durante il periodo coloniale, i Mina videro crescere la loro influenza politica ed economica grazie ai loro antichi legami con gli europei e al fatto di vivere in prossimità della costa. Gli Ewe, al contrario, si ritrovarono divisi e indeboliti dalla spartizione del Togo fra britannici e francesi, e da entrambi i lati del confine cominciarono a premere per la riunificazione. Le speranze degli Ewe svanirono quando il Togoland britannico votò a favore dell'unificazione con il Ghana, che stava proprio allora ottenendo l'indipendenza. Il Togoland francese, invece, dichiarò la propria indipendenza nell'aprile 1960, costituendo il moderno Stato del Togo. Sylvanus Olympio fu eletto primo Presidente.

### Colpo di Stato militare
Nel 1963, il Togo fu teatro del primo colpo di Stato militare in Africa. Olympio fu rovesciato da un gruppo di 626 veterani togolesi dell'esercito francese il 13 gennaio 1963. A tali veterani Olympio aveva precedentemente negato l'accesso nell'esercito regolare del Togo. Il giorno dopo il colpo di Stato, Olympio fu ucciso, e al suo posto subentrò il primo ministro, l'ing. Nicolas Grunitzky. Nel 1967, Grunitzky fu deposto dal sergente Étienne Eyadéma, che controllava l'esercito, e che instaurò un regime monopartitico. Eyadéma nazionalizzò le principali risorse economiche del paese (a partire dalle miniere di fosfati), espropriandole alle società straniere che le avevano acquisite nel periodo coloniale. In segno di emancipazione dagli europei, egli ordinò a tutti i togolesi che avevano un nome di battesimo europeo di cambiarlo con un nome locale; egli stesso si fece da allora chiamare Gnassingbé Eyadéma. Nonostante queste iniziative anticolonialiste, Eyadéma continuò a intrattenere rapporti commerciali e politici con l'Europa, e in particolare la Francia. Negli anni del regime di Eyadéma, molte organizzazioni internazionali (tra cui Amnesty International), denunciarono frequenti violazioni dei diritti umani da parte dei militari e del governo togolese, criticando anche l'appoggio a Eyadéma fornito dalla Francia.
All'inizio degli anni novanta, sotto forti pressioni internazionali, Eyadéma rassegnò le dimissioni da capo del governo. Appena dopo l'elezione del Primo ministro ad interim, tuttavia, l'esercito incominciò a mettere in atto una serie di azioni terroristiche tra cui il bombardamento dell'abitazione del primo ministro e una serie di attentati e omicidi politici ai danni della stampa, di sindacati e altre organizzazioni che si opponevano a Eyadéma. Il Togo apparve sull'orlo della guerra civile; molti profughi fuggirono in Benin e in Ghana. Nel 1993 si tennero le prime elezioni formalmente multipartitiche, che videro la vittoria quasi plebiscitaria di Eyadéma (96% dei voti). Nel corso del suo governo, Eyadéma si macchiò di numerose altre azioni antidemocratiche che portarono a un progressivo isolamento del Togo sulla scena internazionale. Tra l'altro, fece ripetutamente modificare la costituzione in modo da rimanere in carica per tutta la vita.

### Il secondo colpo di Stato
Il 5 febbraio 2005 Eyadéma morì di un attacco di cuore. Secondo la costituzione vigente all'epoca, a succedergli alla guida di un governo di transizione (della durata massima di 60 giorni) avrebbe dovuto essere Fambaré Ouattara Natchaba, portavoce del Parlamento. In quel momento, tuttavia, Natchaba si trovava fuori dal paese. L'esercito togolese, controllato da Faure Gnassingbé (figlio di Eyadéma), chiuse le frontiere; l'aereo dell'Air France su cui Natchaba stava rientrando nel paese dovette atterrare in Benin. Il giorno successivo, il parlamento procedette a rimuovere Natchaba dalle sue funzioni, sostituendolo con Gnassingbé, che divenne quindi presidente ad interim. Inoltre, il parlamento modificò la costituzione eliminando il vincolo di 60 giorni come durata massima della presidenza ad interim; in questo modo, la fine del mandato di Gnassingbé venne a coincidere con la fine del mandato del padre, fissato per il 2008.
Queste manovre furono eseguite, almeno formalmente, nei limiti della legalità; tuttavia, da molte parti (incluse l'Unione africana e le Nazioni Unite) si denunciò l'accaduto come un nuovo colpo di Stato militare, essendo le azioni del parlamento visibilmente pilotate dall'esercito, fedele alla famiglia Eyadéma. Le manifestazioni popolari contro Gnassingbé furono soffocate nel sangue; diversi episodi, come il massacro di civili in una rappresaglia dell'esercito ad Aneho, furono taciute dai mass media togolesi. Pochi giorni dopo, in risposta alle crescenti pressioni internazionali, Gnassingbé decise di indire nuove elezioni, rassegnando le proprie dimissioni il 25 febbraio. Le elezioni, che si tennero il 24 aprile seguente, che confermarono Gnassinbé come presidente del Togo, furono oggetto di molti sospetti e denunce di irregolarità e brogli, anche a causa della mancanza di osservatori internazionali durante lo svolgimento dell'elezione.

## Geografia

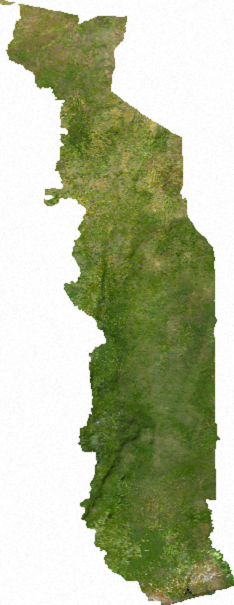
Immagine satellitare del Togo.

Il Togo è un piccolo (56785 km²) Stato dell'Africa guineana situato pochi gradi a est del meridiano di Greenwich e a nord dell'equatore. Confina a sud con il golfo di Guinea (56 km), a ovest con il Ghana (877 km), a nord con il Burkina Faso (126 km) e a est con il Benin (644 km). La sua conformazione è quella di una lunga striscia di terra che dalla costa a sud si dirama vero nord-nord-ovest. La sua larghezza media (110 km) è circa un quinto della sua lunghezza (540 km) dal punto più meridionale situato a Lomé fino al suo punto più settentrionale nella regione Savanes.

### Morfologia
Nel Nord il territorio è caratterizzato dalla presenza della savana situata in una zona abbastanza pianeggiante; al centro del paese il terreno è di tipo collinare. Da sud-ovest a nord-est si snoda la catena montuosa dei Monti del Togo, di altezza poco rilevante (il monte più alto dello Stato è il Pic Baumann, 986 m). Nella zona meridionale si estende un altopiano (di altezza compresa fra 100 e 300 m) che va a unirsi lentamente in un bassopiano costiero ricco di ampie zone paludose e lagunari.

### Idrografia
L'idrografia del paese è definita da due bacini: quello del fiume Oti, che nasce nel Nord del Benin e diventa poi immissario del lago Volta (nel Ghana), e quello del fiume Mono che nasce dai monti del Togo per poi formare gran parte della pianura costiera e sfociare nel golfo di Guinea. Il Mono alimenta il lago artificiale di Nangbéto. Vicino al mare è presente una vasta laguna, la cui parte più importante è detta lago Togo; è separata dal mare da una stretta striscia di terra dove si trova una zona densamente abitata e coltivata.

### Clima
Il clima è tipicamente tropicale con le temperature medie che variano dai 27 °C, che si registrano nel breve tratto costiero, ai circa 30 °C delle regioni più settentrionali con un clima più secco e non più tropicale ma caratteristico della savana. A sud vi sono due stagioni della pioggia (la prima tra aprile e luglio e la seconda tra ottobre e novembre) anche se la media delle precipitazioni non è molto elevata (circa 1000 mm nelle zone montuose, le più piovose).

## Società

### Demografia

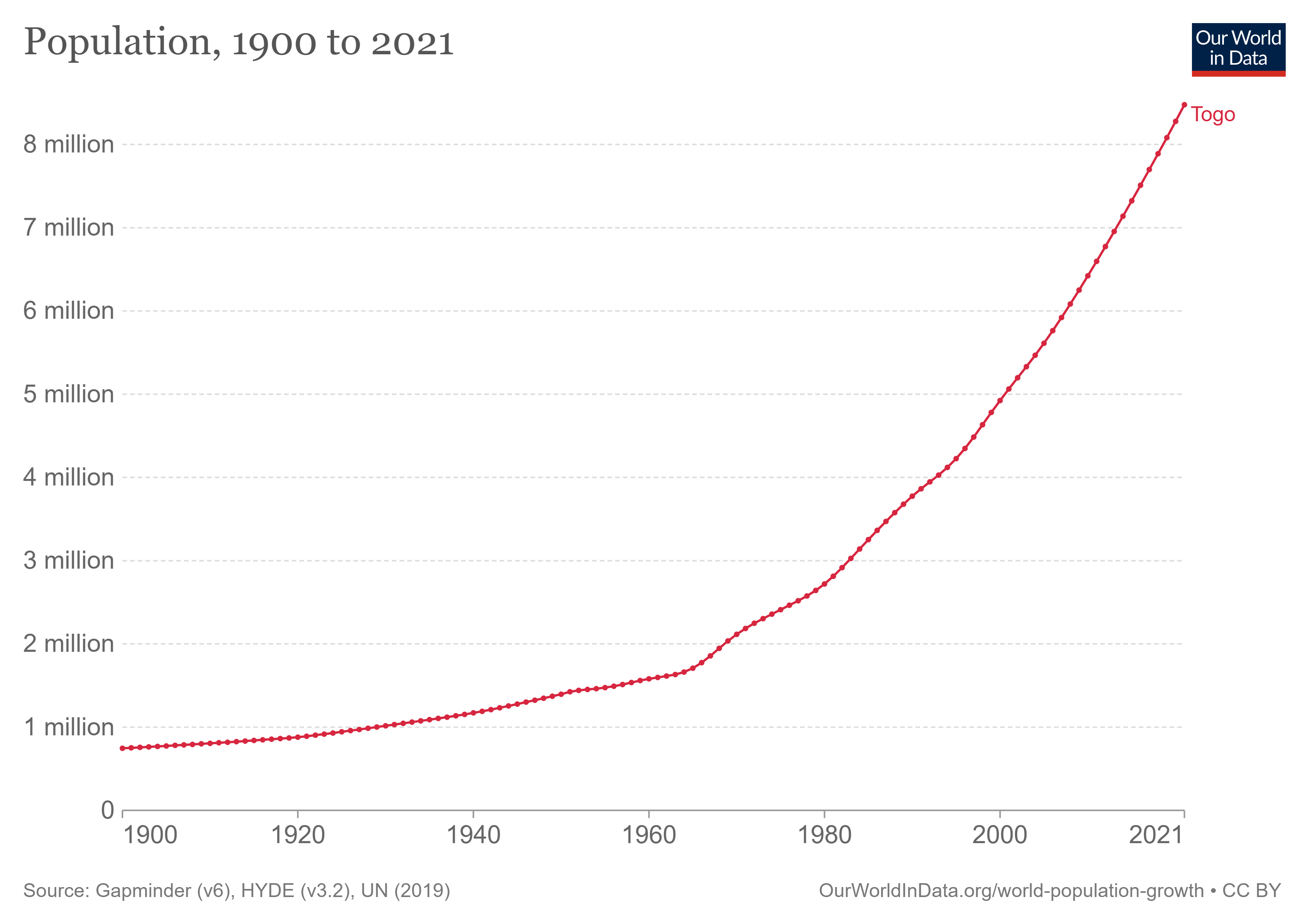
Andamento demografico nello Stato aggiornato al 2003

Con 8 082 366 abitanti (dato del 2018), il Togo si colloca alla 102ª posizione nella classifica mondiale degli Stati per popolazione. La densità di popolazione è di 97,7 ab./km². Gran parte della popolazione (il 65% circa) vive in villaggi rurali ed è dedita all'agricoltura o alla pastorizia. La popolazione del Togo è in forte crescita: dal 1961 (anno successivo all'indipendenza) al 2003 è quintuplicata.

### Etnie
Nel Paese sono presenti circa 45 diverse etnie; le più importanti e numerose sono gli ewe a sud (36%), i kabyé a nord (22%), gli uaci o Ouatchis (14%), i mina, i mossi, gli aja e i kotokoli a nord-est (16%).

### Lingue

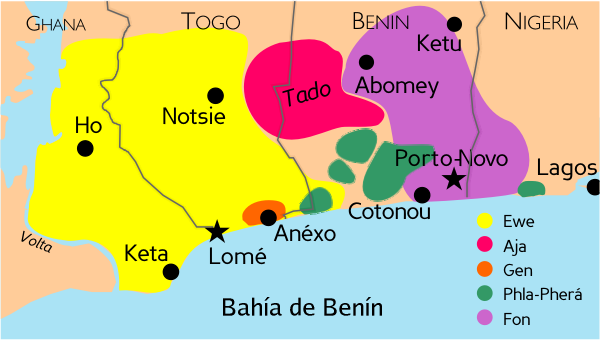
Mappa delle lingue gbe parlate attorno alla zona costiera del Togo

La lingua ufficiale è il francese, un'altra lingua europea è il tedesco. Sono diffuse anche numerose lingue africane, tra cui molti dialetti della lingua ewe, lingua tem, kabyé e minan. Le lingue indigene dello Stato si suddividono in due gruppi: nella parte centro-meridionale ci sono le lingue gbe (o lingue kwa), appartenenti alla famiglia delle lingue Volta-Niger in quella centro-settentrionale predominano le lingue gur (appartenenti alla famiglia delle lingue Volta-Congo). Complessivamente sono stati catalogati 39 diversi idiomi in uso corrente nel Paese.

### Religione
Secondo una stima del Dipartimento di Stato degli Stati Uniti d'America risalente all'inizio degli anni duemila, il 51% dei togolesi sono animisti, mentre il secondo maggior gruppo religioso è costituito dai cristiani (29% di cui 21% cattolici, 7% protestanti e il rimanente 1% di altre confessioni cristiane); il resto della popolazione è principalmente di fede islamica. Secondo una stima più recente riportata dalla CIA, il 42% dei togolesi sono cristiani, mentre il secondo maggior gruppo religioso (il 37% circa) è costituito dagli animisti; il 14% della popolazione segue la religione islamica e il resto della popolazione segue altre religioni.
Nella valutazione di questi dati occorre comunque considerare che la maggior parte dei togolesi cristiani o musulmani mantiene anche, almeno in parte, il sistema di credenze e di riti tradizionali delle religioni animiste locali. Fra i prodotti specifici di questo sincretismo religioso c'è il vudù, molto diffuso in Togo come nei Paesi circostanti (in particolare nel Benin).

## Ordinamento dello Stato

### Suddivisione amministrativa
Il Togo è suddiviso amministrativamente in regioni (régions), a loro volta suddivise in prefetture (préfectures). Fa eccezione la capitale Lomé, che non appartiene ad alcuna prefettura, e che ha la qualifica amministrativa di comune (comune).
Le regioni sono cinque: da nord a sud, sono la Région des Savanes ("regione delle savane", capitale Dapaong, suddivisa di quattro prefetture), la Région de la Kara ("regione di Kara", capitale Kara, suddivisa in sette prefetture), la Région Centrale ("regione centrale", capitale Sokodé, suddivisa di quattro prefetture), la Région des Plateaux ("regione degli altopiani", capitale Atakpamé, suddivisa in nove prefetture) e la Région Maritime ("regione marittima", capitale Lomé, suddivisa in sei prefetture e un comune).

### Città principali
Le città più importanti dello Stato sono Lomé, la capitale, e Sokodé; importanti sono anche da nord a sud Niamtougou, Kara (anticamente Lama-Kara), Bassar, Atakpamé, Kpalimé, Tabligbo, Tsévié, Togoville (città di importanza storica) e Aneho. Nella maggior parte dei casi, queste città possono essere considerate come grandi villaggi; fatta eccezione per Lomé, non superano i 100 000 abitanti, hanno pochissime infrastrutture, le strade sono quasi tutte sterrate, e le abitazioni sono di tipo quasi rurale, organizzate in quartieri che si sviluppano in modo sostanzialmente caotico attorno al centro (in genere segnato dai mercati locali).

### Istituzioni

#### Ordinamento politico
Secondo la costituzione del 1992 (approvata con un referendum) il Presidente e Primo ministro sono eletti ogni cinque anni con suffragio universale. Viene eletta ogni cinque anni anche l'Assemblea nazionale togolese di 81 membri che detiene il potere legislativo.

#### Ordinamento scolastico
Nel Togo l'istruzione è obbligatoria dai 6 ai 12 anni; nonostante ciò il tasso di alfabetizzazione è appena al 63%. È presente un forte dislivello del tasso di alfabetizzazione tra uomini (77,4%) e donne (49,9%). La scolarizzazione varia anche in maniera significativa di regione in regione; raggiunge il 93% nella zona di Lomé, attestandosi intorno al 50% nella Région Maritime e nella Région des Plateaux, e solo al 20% circa nella Région des Savanes. Le scuole sono in parte statali, e in parte amministrate da privati o dalle missioni cristiane. Il principale istituto universitario del paese è l'Università di Lomé, fondata nel 1970 come Università del Benin.

## Economia

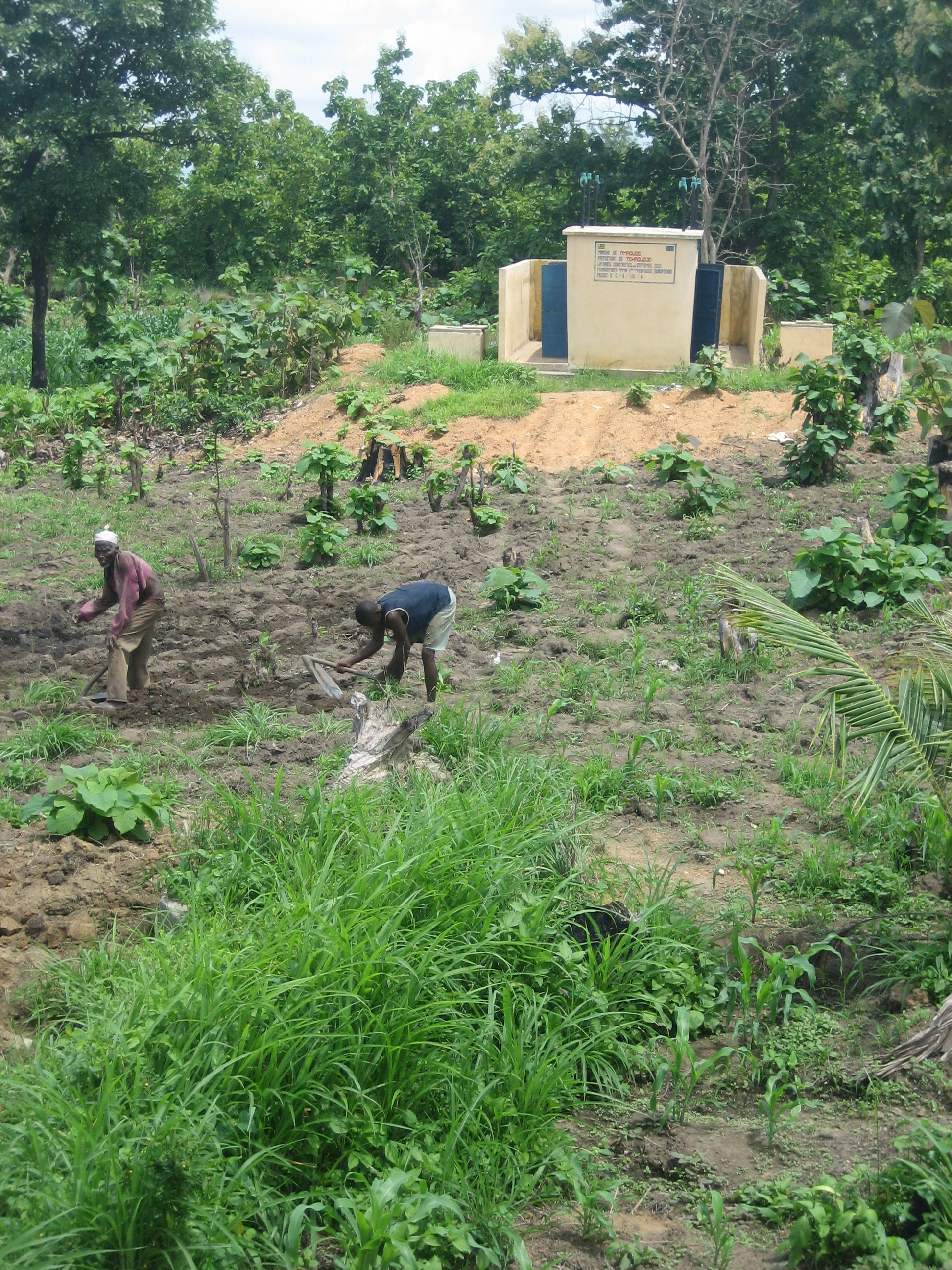
Contadini al lavoro

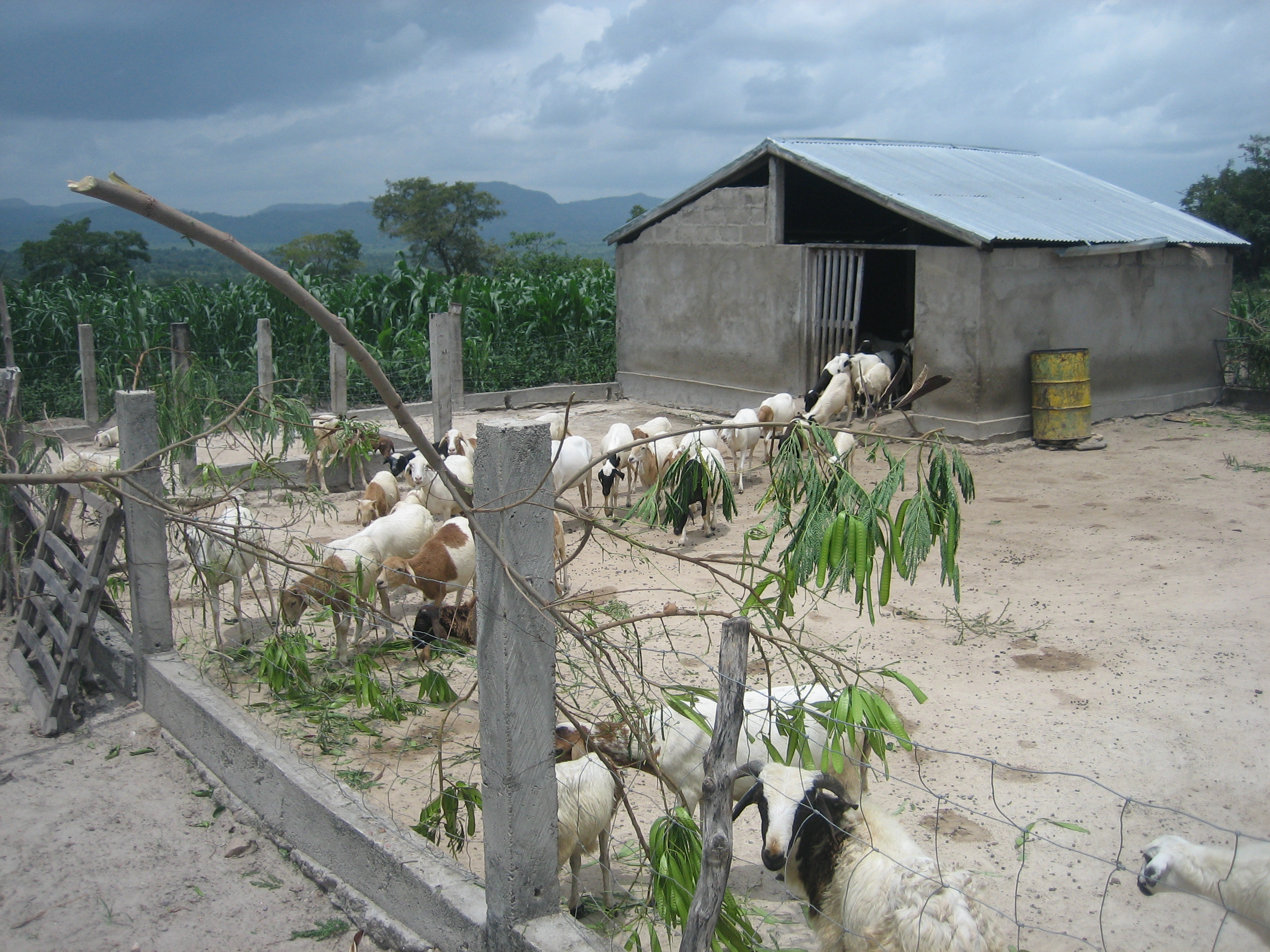
Un piccolo allevamento di capre

Il Togo fa parte della Comunità finanziaria africana (CFA); la moneta ufficiale è quindi il franco CFA, legato all'euro ed emesso dalla banca centrale degli Stati della CFA situata a Dakar, in Senegal.

### Produzione alimentare
Il PIL è di 2 061 milioni di dollari (dato della Banca Mondiale, 2005), pari a 380 dollari per persona. L'economia dipende pesantemente dall'agricoltura, sia commerciale sia di sussistenza, che impiega il 65% della forza lavoro locale. I proventi di cacao, caffè e cotone, in particolare, costituiscono da soli il 30% dei guadagni dovuti alle esportazioni; il governo togolese sta cercando di diversificare la coltura di esportazione. Oltre all'attività agricola rimane un settore fondamentale la pesca, praticata sia nel mare sia nei fiumi e laghi, e l'allevamento, principalmente di sussistenza. Agricoltura, pesca e allevamento sono teoricamente sufficienti a soddisfare le necessità alimentari di base del paese; talvolta, tuttavia, la distribuzione delle derrate non raggiunge in modo efficace tutte le regioni.

### Estrazione mineraria
La principale risorsa mineraria del Togo sono i fosfati, che costituiscono circa il 50% delle esportazioni complessive del paese; questo settore ha comunque sofferto molto a causa del crollo dei prezzi nel mercato internazionale e della crescente concorrenza straniera, la mancanza di impianti di depurazione dell'attività estrattiva ha portato un persistente ampio inquinamento delle coste del golfo di Guinea. Altre risorse minerarie minori sono giacimenti di ferro e cave di marmo.

### Industria manifatturiera
L'industria manifatturiera rappresenta proporzioni assai limitate di impiego e guadagno; si producono soprattutto cemento, olio di palma e farina. Un ruolo minore viene anche svolto dall'industria tessile.

### Turismo
Il Togo rappresenta una delle principali mete del turismo statunitense ed europeo in Africa occidentale. Le principali attrazioni sono le spiagge incontaminate, ma parte del turismo è diretto verso mete naturalistiche (i parchi nazionali, i monti del Togo) e culturali (i villaggi delle popolazioni locali). L’instabilità politica e la presenza del regime di tipo dittatoriale, tuttavia, hanno causato negli ultimi decenni un forte calo di visitatori; nonostante ciò rimane un'importante destinazione turistica.

### Importazioni
Il Togo non riesce a essere autosufficiente in diversi settori. Vengono importati soprattutto prodotti delle industrie tessili, materiale tecnologico, materiali da costruzione e petrolio. Quest'ultima importazione supplisce alla quasi totale assenza di risorse energetiche nel paese, che storicamente ha utilizzato a questo scopo soprattutto il legname proveniente dalle foreste. I principali partner commerciali del Togo sono Francia, Paesi Bassi, Germania, Italia e Stati Uniti d'America.

### Trasporti
I Trasporti in Togo sono molto carenti. Gran parte delle strade che attraversano il paese non sono asfaltate (5144 km su 7520 km totali) e non sono presenti autostrade. Le linee ferroviarie ammontano a un totale di 525 km, con collegamenti internazionali verso Benin e Burkina Faso e (con cambio di scartamento) verso il Ghana. Le autolinee sono limitate alla capitale e alle vie stradali principali del paese. Il porto e l'aeroporto principali del paese si trovano a Lomé.

## Politica
Dopo un periodo di dittatura incominciato immediatamente dopo l'indipendenza, dagli anni novanta in Togo si è avviato un processo che avrebbe dovuto portare in breve tempo a una democrazia multipartitica. Sebbene questa transizione sia formalmente avvenuta, molte istituzioni internazionali (incluse l'Unione africana e le Nazioni Unite) hanno accusato l'attuale presidente Faure Gnassingbé, salito al potere nel 2005, di aver dato luogo a un colpo di Stato. L'istituto statunitense Freedom House cataloga attualmente il Togo come paese "non libero".
Il partito di maggioranza è il Raggruppamento del popolo togolese (Rassemblement du peuple togolais, RPT), partito unico durante la dittatura. Di importanza rilevante nell'opposizione ci sono il Raggruppamento per il sostegno della democrazia e dello sviluppo (Rassemblement pour le soutien de la démocratie et du développement, RSDD) e l'Unione per la Democrazia e il Progresso Sociale (Union pour la démocratie et le progrès social, UDPS).
Dalla fine degli anni settanta non avvengono esecuzioni, la pena di morte è rimasta in vigore fino al 2009. Il 23 giugno 2009 l'Assemblea nazionale togolese ha votato all'unanimità l'abolizione della pena di morte nel Paese.
Nel 2024 la costituzione del paese viene riformata: il presidente del Togo ha la durata del mandato in sei anni e non è rinnovabile; il primo ministro del Togo cambia il titolo in presidente del Consiglio dei ministri della Repubblica Togolese e ha il mandato legislativo in sei anni ed è rinnovabile, il candidato premier viene eletto nella camera bassa del Parlamento togolese.

## Ambiente

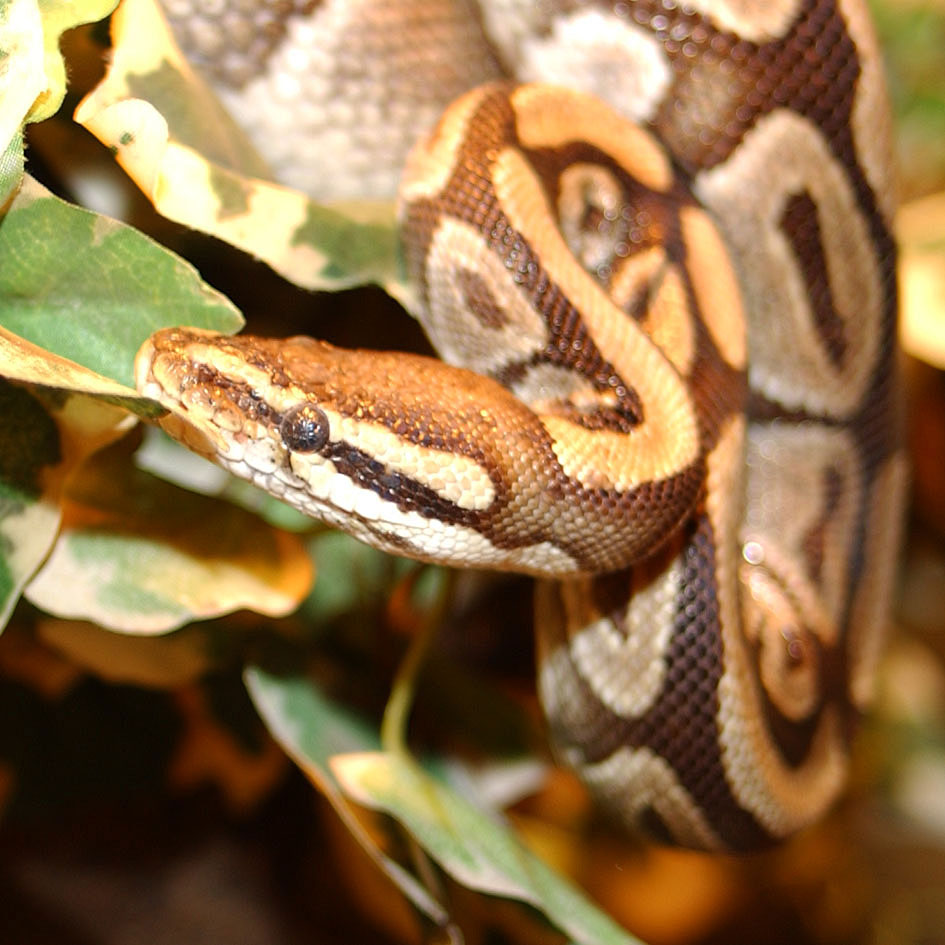
Il pitone reale o pitone palla è originario della zona

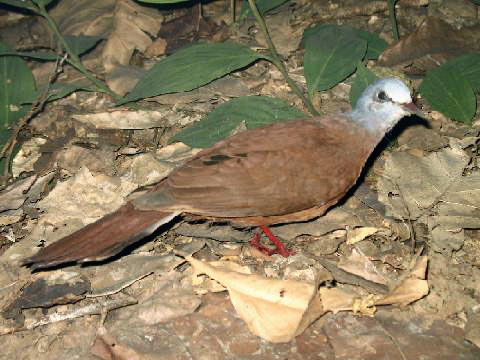
La tortora a testa azzurra è un uccello caratteristico dell'Africa occidentale

La costa del Togo ha un'estensione di appena 56 km, ma il paese si allunga verso l'interno per oltre 600 km. Il litorale sabbioso è a tratti interrotto da lagune, mentre le ondulate colline ammantate di boschi dell'entroterra cedono gradualmente il passo alla savana del nord.
I parchi nazionali del Togo risultano deludenti, dal momento che i grandi mammiferi sono stati quasi tutti sterminati o messi in fuga. I sopravvissuti, tra cui scimmie, bufali e antilopi, vivono unicamente al Nord, mentre coccodrilli e ippopotami popolano ancora alcuni fiumi. Dal 1995, la svizzera Franz Weber foundation si adopera (con discreto successo) per la riqualificazione del Parco nazionale Fazao-Malfakassa, ma gli altri parchi si possono considerare definitivamente abbandonati.
La pressante richiesta di nuovi terreni agricoli, abbinata al disinteresse del governo per la tutela dell'ambiente, alla mancanza di risorse finanziarie e alle tradizionali pratiche agricole del taglia-e-brucia, hanno pesato notevolmente sull'ecologia togolese. Gli operatori impegnati nella tutela dell'ambiente stanno cercando di coinvolgere le comunità locali in programmi di recupero del territorio. Anche le condizioni ambientali della costa sono precarie. Dopo la costruzione del secondo molo presso il porto di Lomé, molte spiagge sono scomparse. L'inquinamento completa un quadro già piuttosto preoccupante.

## Cultura

### Arte

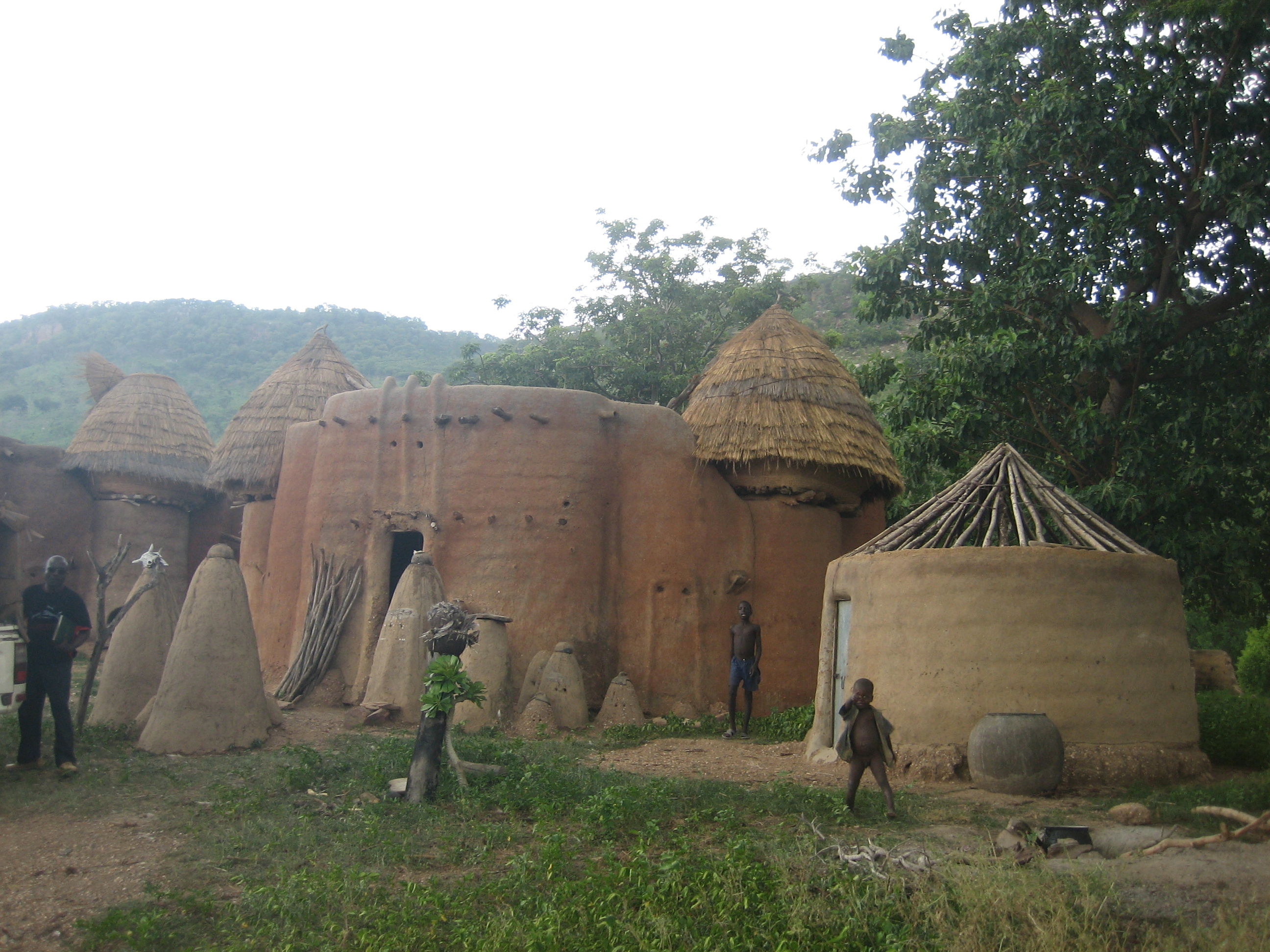
Abitazioni rurali dei Tamberma

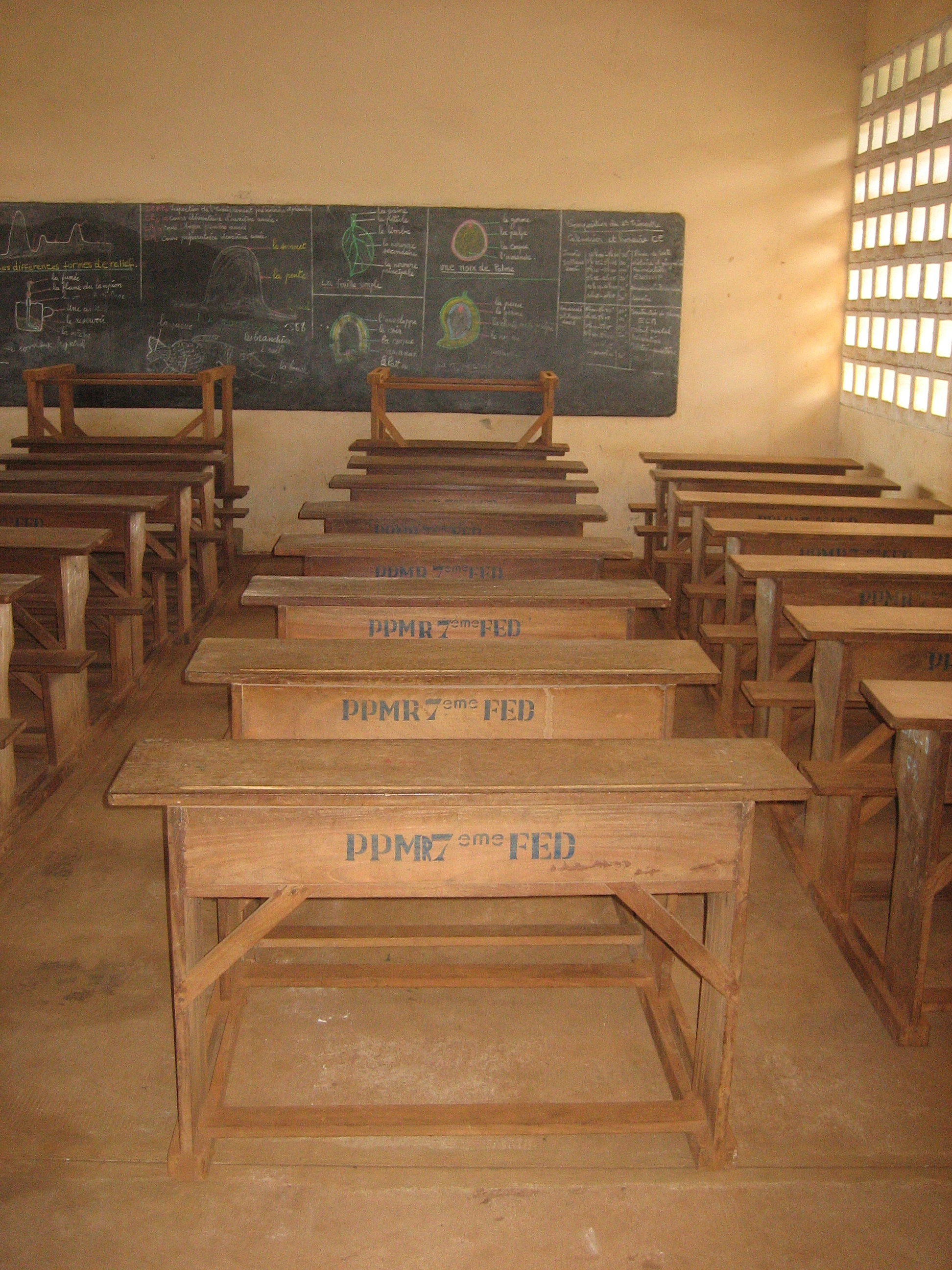
Scuola togolese

La grande varietà etnica e linguistica del Togo corrisponde a un altrettanto considerevole varietà in termini di cultura, tradizioni e stile di vita. Il Togo è uno dei paesi dell'Africa culturalmente più eterogeneo, e tra le culture di diversi gruppi ci sono spesso enormi differenze. Per esempio, gli Ewe ritengono la nascita di gemelli un evento di ottimo auspicio, e offrono noci di cola e acqua a statuette che raffigurano gli spiriti gemelli, chiamati Ibéji (diventati ormai caratteristici del popolo); per i Bassari, al contrario, la nascita di due gemelli è una grave disgrazia, e anticamente uno dei due o entrambi i gemelli venivano uccisi per timore delle conseguenze nefaste della loro nascita.
I tratti comuni a tutte le culture togolesi, per contro, sono quelli tipici dell'Africa subsahariana in genere e dell'Africa occidentale in particolare. Il culto degli antenati è molto diffuso nonostante l'alta percentuale di cristiani e musulmani; i Kokomba, per esempio, dispongono presso gli ingressi delle abitazioni feticci che raffigurano i defunti, ai quali vengono fatte offerte propiziatorie. I feticci sono molto diffusi anche in relazione al vudù, che nella città togolese di Ouidah ha uno dei più importanti centri di culto. Nella maggior parte delle culture togolesi, come in gran parte dell'Africa occidentale, la società è suddivisa in classi per genere ed età, e il passaggio da una classe all'altra è segnata da riti di iniziazione.
Gran parte della popolazione vive in un ambiente rurale, in cui sopravvivono usanze e tradizioni precoloniali. La tecnologia di stampo occidentale è diffusa quasi esclusivamente nei centri cittadini, e anche qui in misura piuttosto ridotta. Le diverse etnie hanno un diverso rapporto con le innovazioni portate dagli europei; per esempio, i Tamberma del Togo centrale hanno mantenuto in gran parte lo stile di vita tradizionale; i loro villaggi rurali sono fatti da costruzioni fortificate in mattoni cotti al sole e col tetto di paglia.

### Patrimoni dell'umanità
Koutammouko, la terra dei Batammariba è il primo sito del Togo iscritto, nel 2004, nella Lista dei patrimoni dell'umanità dell'UNESCO.

### Musica
La musica tradizionale togolese conta numerosi diversi stili, corrispondenti alle diverse etnie che popolano il paese. Gli strumenti musicali tipici includono numerose percussioni, il flauto, l'arco musicale e il litofono (tipico della regione degli altopiani). Le canzoni sono in genere in lingua ewe, ma esistono anche tradizioni canore in lingua fon e yoruba. Anche nel Togo, come in altre nazioni dell'Africa occidentale, è diffusa la figura del griot (una sorta di cantastorie).
La musica tradizionale ha spesso la funzione principale di accompagnare danze rituali, anch'esse numerosissime. Nella Région Maritime si danzano l'adéhoun (una danza dei cacciatori) e l'akpéssè, caratterizzate da fantasiosi costumi. Nella Région des Plateaux è diffusa la tchébé, una danza acrobatica sui trampoli. Nella Région Central si ballano due danze sensuali dette lawa e abalé. Nelle regioni di Kara e delle savane si danza l'idjombé durante i rituali legati alla circoncisione, ed è diffusa anche una "danza di purificazione" detta habyè nella quale, tradizionalmente, i ballerini si nutrivano di rettili vivi. Altri balli delle regioni settentrionali sono la kpatcha (nelle zone di Landa e Kétao) e il kondi (zona di Dapaong).. Tra le cantanti togolesi spicca Afia Mala.

### Letteratura
La storia del Togo, e in particolare l'alternarsi di differenti influenze europee (tedesca, francese, inglese) non ha favorito lo sviluppo di una vera e propria tradizione letteraria. Uno dei primi autori togolesi fu Félix Couchoro, che a partire dal 1929 pubblicò romanzi in lingua francese in cui raccontava la storia del proprio paese da un punto di vista fortemente anti-colonialista. Nei primi anni cinquanta David Ananou pubblicò Le fils du fétiche ("il figlio del feticcio"), un romanzo che viene considerato una pietra miliare della letteratura togolese. Altri scrittori o poeti piuttosto noti sono Sami Tchak, Jeannette Ahonsou-Abots, Henriette Akofa, Victor Aladji, Gad Ami, Gnoussira Analla, Pyabelo Kouly Chaold, Yves-Emmanuel Dogbé, Emilie Anifrani Ehah, Christiane Akoua Ekue, Julien Atsou Guenou, Tété Michel Kpomassié, Koffi Mawuli Agokla e Laklaba Talakaena. Dogbé ha anche il merito di aver fondato un'importante casa editrice togolese, la Akpagnon. Nella letteratura togolese, fatto insolito per la letteratura africana, si trovano diverse opere ambientate in altri paesi, come L'africain du Groenland di Kpomassié, opera autobiografica in cui l'autore narra della permanenza presso gli inuit della Groenlandia, o Memories of Twelve Years Spent in Germany di Chaold. Fra le nuove generazioni di scrittori che hanno incominciato a pubblicare negli anni 2000 si possono citare Fatou Biramah, Kouméalo Anaté e Lauren Ekué.
Anche il teatro togolese cominciò a svilupparsi negli anni cinquanta, con opere in lingua francese. La più celebre opera letteraria precedente all'indipendenza è Fasi (1956), di Anomou Pedro Santos. Dopo l'indipendenza emersero diversi nuovi autori, come Modest D'Almeida, Gilbert Laclé, Henri Ajavon, Senouvo Agbota Zinsou, Kossi Efoui e Koffi Gomez. Gomez è anche a capo della più importante compagnia teatrale del paese.

## Sport
Durante le Olimpiadi di Pechino 2008 il Togo ha vinto la sua prima medaglia (bronzo) olimpica nel kayak slalom maschile con l'atleta Benjamin Boukpeti.

### Calcio

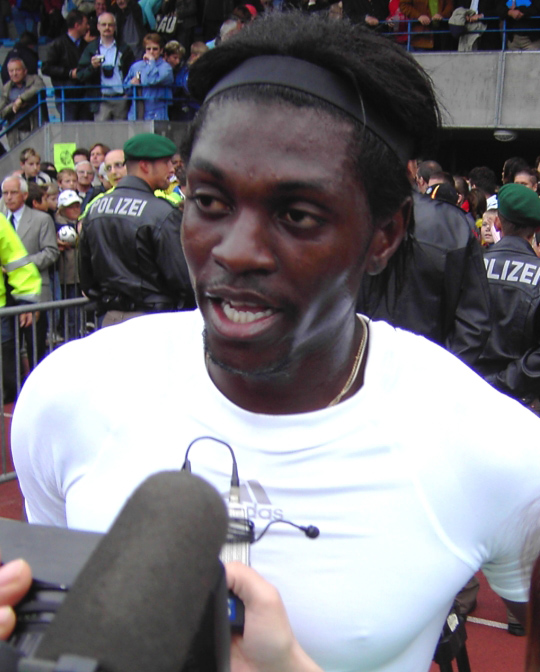
Emmanuel Adebayor, calciatore togolese che ha giocato anche con Arsenal, Manchester City, Real Madrid

Tra tutti gli sport più conosciuti il più praticato nel paese e anche l'unico nel quale il Togo ha avuto alcuni successi è sicuramente il calcio.
Il calcio ha una lunga tradizione nel Togo; lo si gioca dagli anni venti, e dal 1933 esiste un campionato nazionale di calcio, che a partire dall'indipendenza fu gestito dalla Federazione togolese di calcio. Alcuni calciatori togolesi hanno fatto fortuna all'estero; fra questi si può citare Emmanuel Adebayor.
La nazionale di calcio del Togo si è guadagnata a sorpresa la qualificazione ai Mondiali di Germania 2006, classificandosi al primo posto nel gruppo 1 della Zona Africana, davanti al Senegal. Il Togo ha avuto la sola soddisfazione della qualificazione, venendo eliminato senza vincere nemmeno una partita.

### L'attentato alla Coppa d'Africa 2010
L'8 gennaio 2010 nell'enclave angolana di Cabinda la squadra è rimasta vittima di un attentato ai due pullman che la conducevano in Angola, dove la rappresentativa togolese si apprestava a disputare la Coppa d'Africa 2010: l'autista è morto, mentre due giocatori sono rimasti feriti. La federazione togolese ha chiesto il rinvio della manifestazione, ma la proposta è stata bocciata dalla CAF. Il giorno dopo sono morti anche l'addetto stampa e l'allenatore in seconda; il Togo si è ritirato dalla competizione. Dopo un ripensamento dei giocatori, decisi a giocare per onorare la memoria dei colleghi deceduti, il governo togolese ha deciso di ritirare ufficialmente la squadra e indire tre giorni di lutto nazionale.

## Tradizioni

### Artigianato
L'artigianato togolese presenta una grande varietà di prodotti, tra cui tessuti, ceramiche, sculture, gioielli e batik. Anche queste forme di arte popolare variano in funzione della regione e dell'etnia. Fra i luoghi rinomati per i tessuti c'è la zona di Assahoun, dove si realizzano teli in vivaci colori e fantasie geometriche. Kouvé è invece nota per gli oggetti in terracotta. A Kloto si fabbricano oggetti in corda come cinghie e borse, ma anche oggetti in ceramica; mentre i batik più rinomati sono quelli di Kpalimé, che riproducono in stile naïf scene di vita, animali e altri soggetti quotidiani. A Tchamba vengono realizzati molti tipi di oggetti usando foglie di palma. Per il vasellame, infine, i centri più importanti sono nella regione delle savane.

### Cucina
La cucina togolese viene spesso considerata come una delle migliori dell'Africa occidentale. Caratteristica dell'arte culinaria è una salsa con cui vengono serviti molti cibi detta semplicemente sauce (che in francese appunto vuol dire salsa). Un piatto molto comune è il riz sauce arachide, riso con salsa d'arachidi. Ogni regione ha le sue specialità: nella regione costiera è diffuso il lamounou déssi o sauce de poisson (salsa di pesce fresco), altre salse sono quelle di aglan (granchio), tomate (pomodoro), aubergine (melanzana) ed épinard (spinaci). Il vino di palma nel Sud e lo tchakpallo (miglio fermentato) nel Nord sono le bevande alcoliche che vengono consumate maggiormente.

### Feste nazionali
In Togo, data la coesistenza di Islam e Cristianesimo, si celebrano numerose feste religiose. A queste si aggiungono alcune importanti ricorrenze storiche.
Le principali festività sono le seguenti:
- - 1º gennaio (Capodanno);
  - 13 gennaio (Giorno della Liberazione);
  - 24 gennaio (Giorno della Vittoria);
  - 27 aprile: Fête de l'indépendance o Fête nationale: (Giorno dell'indipendenza): celebra l'indipendenza dalla Francia, nel 1960
  - 1º maggio (Festa del Lavoro);
  - 23 settembre (anniversario del fallimento dell'attacco dei dissidenti togolesi a Lomè nel 1986 durante la dittatura);
  - 1º novembre (Ognissanti);
  - 25 dicembre (Natale).
  - le festività cristiane e musulmane a data variabile: ʿīd al-aḍḥā, Pasqua, Lunedì di Pasqua, Ascensione, ecc.